# Dykardräkt

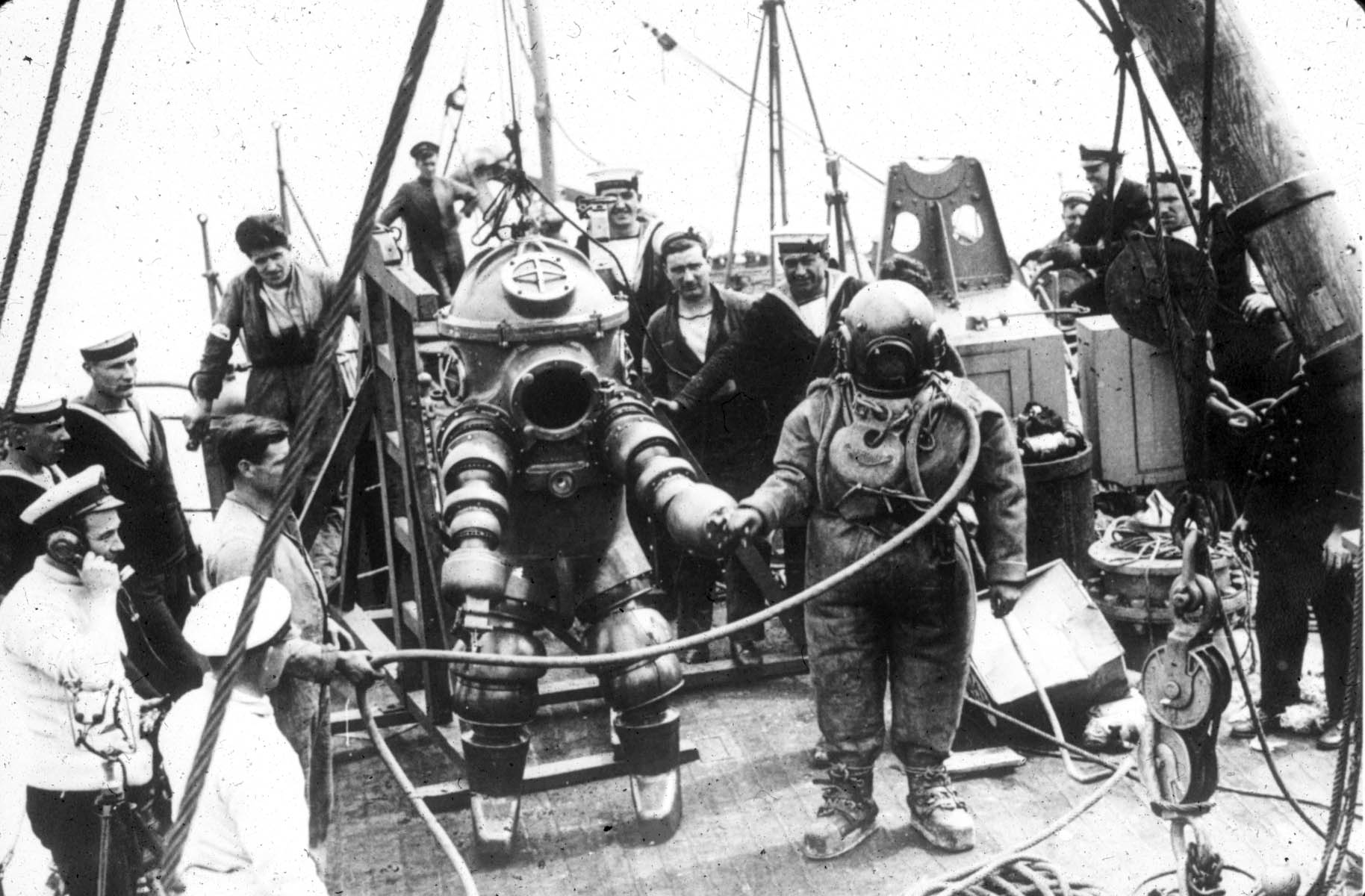
Två dykare, en med trycksatt dykardräkt och en med en lössittande torrdräkt, förbereder sig för att undersöka vraket till RMS Lusitania, 1935

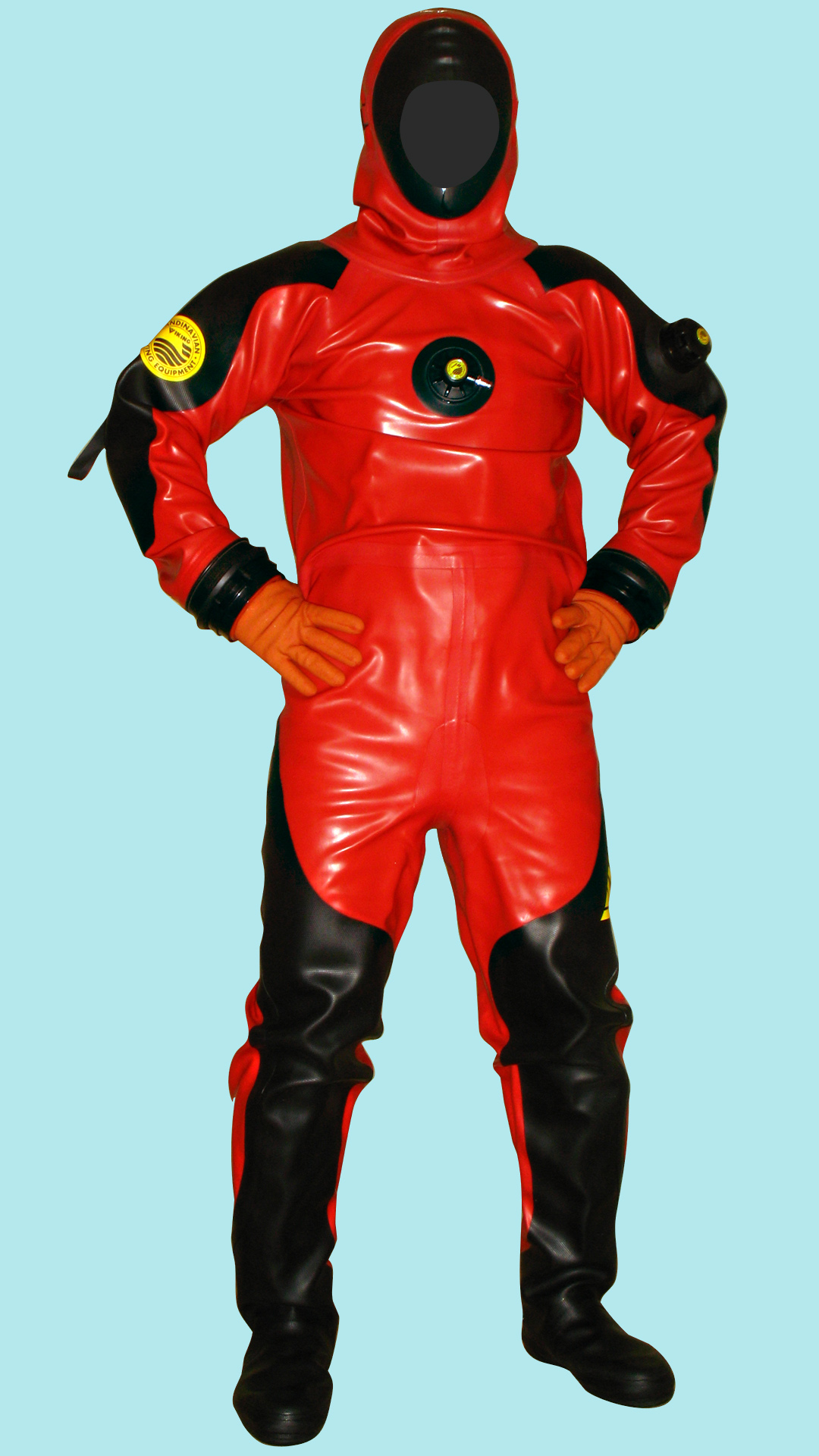
En torrdräkt för dykning i kalla vatten

Dykardräkt är en skyddande dräkt som används vid dykning. De två huvudtyperna kallas torrdräkt och våtdräkt och dykning sker antingen som tungdykning eller lättdykning. Dykardräkter, särskilt våtdräkter, används också vid utövandet av olika vattensporter som vindsurfing, surfing och vattenskidåkning.
Världens äldsta bevarade dykardräkt är en finsk torrdräkt av kohud från 1700-talet som numera finns i Kronomagasinet, en del av Brahestads museum i Brahestad. Dräkten har fått namnet "Gamla Herren" (finska: Wanha Herra) och har reproducerats för moderna tester. Repliken, producerad 1988, heter istället "Unga Herren" (finska: Nuori Herra) och har uppvisat god funktion under utprovning.